# 12226 Кейсілісс
12226 Кейсілісс (12226 Caseylisse) — астероїд головного поясу, відкритий 15 жовтня 1985 року.
Тіссеранів параметр щодо Юпітера — 3,580.